# Auguste II Blanchard
Pour les articles homonymes, voir Blanchard.
Jean-Baptiste Marie Auguste II Blanchard est un graveur français, né le 4 avril 1792 à Paris et mort en cette même ville le 8 mars 1849. Il est le père du graveur Auguste Thomas dit Auguste III Blanchard et donc le grand-père d'Édouard-Théophile Blanchard.

## Biographie
Auguste II Blanchard est le fils du graveur en taille-douce Auguste I Blanchard (1766-1842) - il en sera également l'élève - et de son épouse née Antoinette de Bessières de La Jonquière (1771-?). Il épouse Augustine Brenet (1795-1877), fille du médailleur Nicolas-Guy-Antoine Brenet et de Marie-Jeanne-Élisabeth Forty (?-1806). Elle est la sœur du graveur Louis Brenet (né en 1798, deuxième Prix de Rome de gravure en 1823), et il est situé habitant à Paris, successivement au 1, rue des Mathurins en 1823, ensuite quai des Augustins, au n°59 selon les sources de 1831, au n°11 selon des sources de 1837.
Il expose au Salon de Paris en 1822 une gravure au burin: " La Leçon de flûte " et en 1827 "  Daphnis et Chloé " d'après un tableau de Albries dans le même format que l'original (soit 16 pouces sur 13), décrit Charles Gabet.
Il grave Le Serment des Horaces d'après Jacques-Louis David, ainsi que de nombreuses vignettes d'après des œuvres de Alexandre-Joseph Desenne, Eugène Devéria et Horace Vernet qu'il présente avec succès au Salon de 1827. Il grave également d'après des œuvres de Charles de Steuben, comme Ninon de Lenclos donnant sa bibliothèque à Voltaire, jeune.
Mort en 1849, Auguste II Blanchard repose au cimetière de Luzarches.

## Estampes
- 1822, La Leçon de flûte, gravure au burin.
- 1831, Portrait de Carlo Botta, gravé d'après Eugène Devéria pour le frontispice de La Storia d'Italia dal 1789 al 1814.
- 1840 c " Louis-Philippe, gravure sur bois d'après Léon Cogniet, annotation sur et sous le sujet à droite : « Blanchard à son compère Lemaître » ; 51 × 35 cm (Musée du château de Compiègne dans l'Oise n°inv:C 2006.0.119).
- 1841 - Nicolas Appert dans Les classiques de la table.
- Non datée (N. d.), Vue du Palais et du jardin des Tuileries. Prise de la grande allée, estampe en couleurs d'après Henri Couvoisier-Voisin.
- N. d., Le Festin royal, burin et eau-forte d'après Louis Lafitte ; 45,7 × 62,4 cm.
- N. d., Le Serment des Horaces, d'après Jacques Louis David, qui faisait partie du Musée du Luxembourg.
- N. d., Ninon de Lenclos faisant don de sa bibliothèque au jeune Voltaire, d'après Steuben.
- N. d., Un costume de page, d'après Joseph Ferdinand Lancrenon.

## Salons
- 1822 - 1re exposition au Salon de peinture et de sculpture une gravure au burin :  La Leçon de flûte.
- 1827 - Salon - Daphnis et Chloé d'après Albries et une collection de vignettes d'après Desenne, Devéria et Vernet.
- 1838 - 1845 - Salon  - Galeries historiques de Versailles.

## Collections publiques

### France

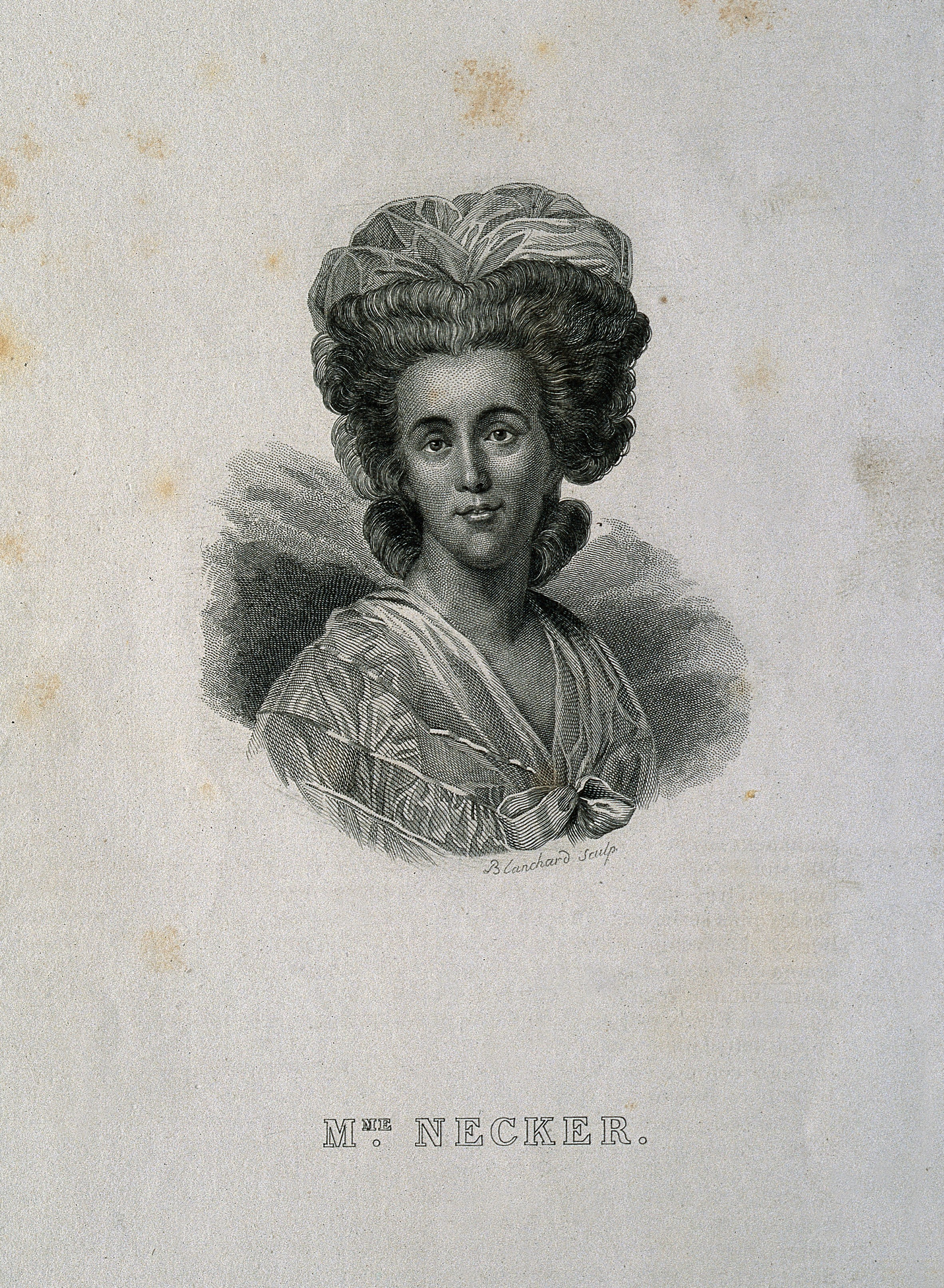
Auguste II Blanchard, Madame Necker d'après Joseph-Siffrein Duplessis

- Musée des Beaux-Arts d'Angers, Portrait de Michel Ney, d'après François Gérard[5].
- Musée des Beaux-Arts et d'Archéologie de Châlons-en-Champagne, salle Nicolas-Appert.
- Palais de Compiègne, Louis-Philippe, bois gravé.
- Musée d'Art et d'Histoire de La Rochelle, Le Repos en Égypte, gravure d'après François Bouchot[6].
- Bibliothèque interuniversitaire de santé, Paris, Madame Necker, gravure d'après Joseph-Siffrein Duplessis.
- Département des estampes et de la photographie de la Bibliothèque nationale de France.
- Musée Carnavalet, Paris :
  - Défilé des troupes à la grande parade devant le Premier Consul Bonaparte et l'état-major dans la cour du château des Tuileries, eau-forte d'après Thomas-Charles Naudet[7].
  - L'aimable Prussien, gravure d'après Noël-Dieudonné Finart, vers 1814[8].
  - Illustration pour "La Fiancée de Lammermoor" de Walter Scott, estampe d'après Tony Johannot, 1830[9].
  - Kenilworth, estampe d'après Alfred Johannot, 1830-1831[10].
  - Illustration pour "L'École des vieillards" de Casimir Delavigne, estampe d'après Alfred Johannot, 1833[11].
  - Révolution française - Pillage de la maison et des ateliers Réveillon, faubourg Saint-Antoine, le 28 avril 1789, eau-forte d'après Ary Scheffer, 1834[12].
  - Vu du palais et du jardin des Tuileries, prise de la grande allée estampe en couleurs d'après Henri Courvoisier-Voisin[13].
- Chalcographie du Musée du Louvre, Paris :
  - La Poésie, eau-forte et burin d'après François Boucher[14].
  - Le festin royal, gravure d'Auguste II Blanchard (figures) et François Noël Sellier (architecture) d'après Louis Lafitte pour Le Sacre de Charles X[15].
- Ateliers d'art de la réunion des musées nationaux, Saint-Denis (Seine-Saint-Denis), Le festin royal, gravure d'Auguste II Blanchard et François Noël Sellier d'après Louis Lafitte[16].

### Pays-Bas
- Rijksmuseum Amsterdam, Portrait de Michel Ney, gravure d'après François Gérard.

### Royaume-Uni
- Royal Collection, Londres, Childéric II, roi des Francs, gravure d'après Émile Signol pour les Galeries historiques de Versailles de Charles Gavard, vers 1830[17].
- Wellcome Collection, Londres, Portrait de Madame Necker, gravure d'après Joseph-Siffrein Duplessis[18].